# Метасприггіна
Метасприггіна (Metaspriggina walcotti) — викопний вид хордових, що виділяється в монотипний рід Metaspriggina. Представники відомі за двома знахідками в сланцях Берджесс, що датуються середнім кембрієм. Хоча латинська назва утворена від назви представника едіакарської фауни Spriggina, спорідненість між цими тваринами виявилася дуже віддаленою. Докази наявності у цього організма черепа присутні в одному зі зразків.

## Опис
Представники виду мали червоподібне тіло довжиною кілька сантиметрів. Стінка тіла складена серією V-подібних структур, подібних до міомерів сучасного ланцетника. На задньому кінці тіла існував хвостовий плавець. Передній відділ тіла був досить складним і, мабуть, ніс пару очей.